# Boreal Loppet
Boreal Loppet  hade premiär 2004, och är en längdskidåkningstävling. 2007 och 2010 var loppet inställt. Tävlingen, som är ett 103 kilometers långlopp, var åren 2004-2011 världens längsta. Starten och målgången sker alltid på samma plats, bakom ett hotell med en restaurang.